# Pei Xiu (dynastie Tang)
Dans ce nom chinois, le nom de famille, Pei, précède le nom personnel.
Pour les articles homonymes, voir Pei.
Ne doit pas être confondu avec Pei Xiu.
Pei Xiu (chinois : 裴休), également connu sous le prénom de courtoisie de Gongmei (公美), né en 791 et mort en 864, est un poète chinois et chancelier de la dynastie Tang de 852 à 856 durant le règne de l'empereur Xuanzong.